# Euscelophilus vitalisi
Euscelophilus vitalisi es una especie de coleóptero de la familia Attelabidae.

## Distribución geográfica
Habita en Vietnam, Camboya y China.